# Dinle
Chansons représentant la Turquie au Concours Eurovision de la chanson
Beşinci Mevsim
(1996) Unutamazsın
(1998)
Dinle (en français Écoute) est la chanson représentant la Turquie au Concours Eurovision de la chanson 1997. Elle est interprétée par le groupe Şebnem Paker.

## Eurovision
C'est la deuxième fois que Şebnem Paker représente la Turquie au Concours Eurovision de la chanson après Beşinci Mevsim en 1996. Il se présente avec Grup Etnik.
La chanson est la deuxième de la soirée, suivant Mána mou interprétée par Hara & Andreas Konstantinou pour Chypre et précédant San Francisco interprétée par Tor Endresen pour la Norvège.
À la fin des votes, elle obtient 121 points et finit à la troisième place sur vingt-cinq participants. Il s'agit de la meilleure performance pour une chanson turcophone et pour la Turquie jusqu'à sa victoire en 2003 avec Everyway That I Can interprétée par Sertab Erener.